# Andaman du Sud
Andaman du Sud est l'île la plus au sud de l'archipel de Grande Andaman, en Inde sur les îles Andaman.
Andaman du Sud est l'île la plus peuplée de l'archipel, dont elle concentre la majorité de la population. Elle abrite par ailleurs la capitale de la région, Port Blair. Certaines parties de l'île sont interdites aux personnes ne venant pas d'Inde.
Andaman du Sud subit régulièrement des tremblements de terre. Comme le reste de l'archipel, elle a également souffert du tsunami du 26 décembre 2004.